# Anne Henrietta Martin
Anne Henrietta Martin, född 30 september 1875 i Empire City, Nevada, död 15 april 1951 i Carmel, Kalifornien, var en amerikansk feminist. 
Martin grundade 1897 historiska institutionen vid University of Nevada i Reno och var under några år dess föreståndare. Under en vistelse i England 1909–1911 anslöt hon sig till Women's Social and Political Union och Fabian Society, fängslades för sitt deltagande i kvinnodemonstrationer och skrev om samhällsfrågor under pseudonymen Anne O'Hara. Hon återvände i slutet av 1911 till Nevada, där hon ledde Nevada Equal Franchise Society under den delstatskampanj som ledde fram till införandet av kvinnlig rösträtt i delstaten 1914. Hon var därefter aktiv i National American Woman Suffrage Association och Congressional Union for Woman Suffrage. År 1917 blev hon vice ordförande och lagstiftande ordförande i National Woman's Party. och visade sig vara en framstående talare. Hon avgick 1918 och återvände till Nevada, där hon blev den första kvinna som kandiderade till USA:s senat. År 1921 flyttade hon till Kalifornien, där hon var verksam som journalist och essäist för brittiska och amerikanska tidskrifter. Hon uppmanade kvinnor att stödja andra kvinnor för att bryta männens herravälde inom politik och kultur. Hon anslöt sig även till Internationella kvinnoförbundet för fred och frihet, i vilket hon tillhörde den nationella styrelsen 1926–1936.